# 我在回忆里等你
《我在回忆里等你》（英語：Next Magic），原剧名《下一个奇迹》，是一部中国偶像剧，由上海共创、东阳盟将威影视、湖北長江文化傳播有限公司联合投资出品，由張衛健、謝霆鋒主演。2011年8月5日開鏡，2011年10月18日殺青。2013年11月推出兩部片花。暂无播出信息。
该剧出品方之一盟将威影视文化于2018年因本剧合同纠纷被诉上法院。

## 播出時間
以下時間以當地時間（中國時間）為準

### 首播
| 頻道 | 所在地 | 播放日期及時間 |
| ---- | ------ | -------------- |

### 重播
| 片名 | 頻道 | 所在地 | 播放日期及時間 |
| ---- | ---- | ------ | -------------- |

## 演員陣容
按官片花排序

### 主要演員
| 演員   | 角色   | 介紹 | 登場集數             |
| 張衛健 | 許國恺 |      | 1-5,9-38             |
| 謝霆鋒 | 梁海恩 |      | 全劇                 |
| 王鷗   | 佳嬿   |      | 6-38                 |
| 韓雨芹 | 若眉   |      | 1-3,5-13,15-30,32-40 |

### 其他演員
| 演員   | 角色   | 介紹 | 登場集數 |
| 吳秀波 | 行遠   |      |          |
| 海清   | 孔令茜 |      |          |
| 李光潔 | 潘副總 |      |          |
| 安澤豪 | 陳大力 |      |          |
| 林永健 | 孫老頭 |      |          |
| 吳一彤 | 佩芬   |      |          |
| 張琳   | 張蓉   |      |          |
| 閆以昌 | 梁父   |      |          |

## 重要場景
- 台北市內湖河濱公園
- 國立台灣大學
- 大安森林公園
- 桃園縣中壢市啟英高中
- 桃園縣中壢市內壢高中

## 製作團隊
- 製作人：安景鴻
- 編　劇：
- 導　演：夢繼
- 製作公司：湖北長江文化傳播有限公司

## 外部連結
- YouTube上的《下一個奇蹟》片花
- 我在回忆里等你的新浪微博
- 豆瓣电影上《我在回忆里等你》的資料 （简体中文）